# Boulot aviateur
Pour plus de détails, voir Fiche technique et Distribution.
Boulot aviateur est un film français réalisé par Maurice de Canonge, sorti en 1937.

## Fiche technique
- Titre : Boulot aviateur
- Réalisation : Maurice de Canonge
- Scénario : Arnold Lippschitz et Jean Bedoin, d'après l'œuvre de Georges de La Fouchardière et Alain Laubreaux
- Dialogues : Alain Laubreaux
- Musique : Jacques Dallin
- Photographie : Georges Million
- Société de production : Trianon Films
- Distribution : Lutèce Films
- Pays d'origine :  France
- Format :  Son mono - 35 mm - Noir et blanc - 1,37:1
- Genre : Comédie dramatique
- Durée : 89 minutes
- Date de sortie : 
  - France - 16 juillet 1937

## Distribution
- Robert Arnoux : Boulot
- Michel Simon : le baron Bobèche
- Marguerite Moreno : Cléopâtre de la Béraudie
- Jacqueline Daix : Fifine
- Jeanne Fusier-Gir : la cuisinière
- Abel Jacquin : André Lemocot
- Jean Tissier : M. Squale
- Albert Broquin
- Gisèle Delbart
- Lisette Missler
- Pierre Moreno
- Robert Ozanne
- Sinoël
- Jean Temerson
- Jacques Vitry